# Файзиев, Джахонгир Хабибуллаевич
Джахонги́р (Джа́ник) Хабибулла́евич Файзи́ев (узб. Jahongir Habibullo oʻgʻli Fayziev; род. 30 июля 1961, Ташкент) — советский, российский и узбекский киноактёр, режиссёр кино и телевидения, сценарист и продюсер. Лауреат Государственной премии Российской Федерации.

## Биография
Родился 30 июля 1961 года в актёрской семье. С детства снимался в телевизионных фильмах. В Ташкенте учился в школе № 110[значимость факта?]. В 1983 году окончил актёрский факультет ВГИКа (мастерская Бориса Чиркова), в 1991 году — режиссёрский факультет ВГИКа (мастерская Юрия Озерова, на втором курсе перевёлся в мастерскую Ираклия Квирикадзе). В конце 1990-х годов дебютировал в качестве режиссёра на телевидении и выпустил несколько проектов, среди которых цикл музыкальных Новогодних фильмов «Старые песни о главном» для ОРТ.

В 1989 и 1991 годах состоялись дебюты его фильмов «Кедя» («Суп из собаки») и «Сиз ким сиз?» («Кто вы такой?»). По мнению российского кинокритика Александра Фёдорова, 
Фильмы Д. Файзиева «Кедя» («Суп из собаки») и «Сиз ким сиз?» («Кто вы такой?») опрокидывают зрителей в отечественный андеграунд, вроде бы напоминающий обычную «чернуху» — с бомжами, алкашами-работягами, с остервенением гоняющимися за беззащитной дворнягой, с псевдоинтеллигентом и псевдосексотом. Поездка на старой машине сталкивает их с абсурдистской тупостью административно-тоталитарной системы. Однако всё это погружено в атмосферу иронической стилизации с намёками то на фильмы Федерико Феллини, то на спагетти-вестерны Серджо Леоне, то ещё на что-то, как будто бы весьма далёкое от современной узбекской жизни. Наполненные неожиданными импровизациями, фильмы Д. Файзиева смотрятся на одном дыхании.
С 1993 года живёт и работает в Москве. В 1994 году за рекламный ролик для платёжной системы «Мост-кард» получил премию «Серебряный кипарис» МКФ рекламных фильмов в Ялте.
В 1995 году начал работу на российском телевидении, в 2000 году основал телевизионную производственную студию «ФУ-24». Режиссёр программы «Кинопанорама» (1995, 1-й канал Останкино), разработчик идеи и режиссёр программы «Перехват» (1997, НТВ), режиссёр-постановщик программы «Намедни 1961-91. Наша эра» (1997, НТВ), режиссёр проекта «Десять песен о Москве» (1997, НТВ), «Властелин вкуса» (2003, «Первый канал»). С 2000 по 2002 год — руководитель службы производства Дирекции кинопоказа и кинопроизводства телеканала ОРТ (с 2002 года — «Первый канал»), с 2002 по 2005 год — директор Дирекции кинопроизводства «Первого канала».
С начала 2000-х годов занимается в основном постановкой кино и телесериалов. Он участвовал в проекте создания фильма «Волкодав из рода Серых Псов», но из-за недостатка финансирования был вынужден оставить его. Фильм был позднее снят Николаем Лебедевым. В 2005 году Файзиев поставил фильм «Турецкий гамбит» по мотивам романа Бориса Акунина.
В августе 2005 года вместе с коллегой по «Первому каналу» Анатолием Максимовым основал компанию «Дирекция кино» и до 2010 года работал там в качестве заместителя генерального директора и продюсера фильмов и сериалов, произведённых студией, в том числе кинофильма «Адмиралъ». После ухода из «Дирекции кино» создал студию «Бонанза» и стал её главным продюсером.
В 2012 году в качестве режиссёра поставил фильм «Август. Восьмого». С того же года является руководителем экспериментальной мастерской во ВГИКе.
С декабря 2016 года — генеральный директор киностудии «КИТ». Студия входит в структуру холдинга «Газпром-медиа» — «ГПМ Кино и телевидение» (ООО «ГПМ КИТ») и производит телесериалы преимущественно для канала НТВ.
С января 2020 по июль 2022 года — генеральный продюсер сервиса Okko, принадлежащего холдингу Rambler.

## Семья и личная жизнь
Родители, жены и дети
- Отец — Хабиб Файзиев (род. 1938) — узбекский режиссёр.
- Мать — Светлана (Ойдин) Абдулхаковна Норбаева (род. 1944) — бухарская еврейка, советская актриса театра и кино. В 1999 году репатриировалась в Израиль.

Родители развелись, когда Джанику было меньше года. Впоследствии мать вышла замуж за осетинского актёра Бимболата Ватаева и от этого брака у Джаника есть младший брат, Заурбек Ватаев.
- Первая жена — актриса Лина Эспли (Лина Александровна Чеховская) (род. 1968), работала юристом, домохозяйка. Поженились в конце 90-х годов[8].
- Вторая жена — актриса Светлана Андреевна Иванова (род. 1985). Весной 2011 года во время съемок «Август. Восьмого» у Файзиева завязался роман с актрисой, когда он был ещё женат на Лине Эспли[9]. В июне 2015 года на вечере журнала «HELLO!», состоявшемся в рамках 37-го Московского международного кинофестиваля, об отношениях было объявлено публично[10][11]. В 2019 году Файзиев с Ивановой тайно поженились, когда ранее он развёлся с Эспли[12].

У Джаника шестеро детей.
- Дочь Франгиз Файзиева (род. 15 сентября 1988) — актриса, мать неизвестна.
- Дочь София Файзиева, от Эспли.
- Сын, от Эспли.[13].
- Дочь Олеся Красько (род. 2006), от Ольги Красько. Во время съемок «Турецкого гамбита» Файзиев начал ухаживать за актрисой, но та не хотела рушить семью режиссёра и решила прекратить отношения[14].
- Дочь Полина (род. 2012), от Ивановой.
- Дочь Мира (род. 2018), от Ивановой.

Политическая позиция
В 2014 году подписал Коллективное обращение деятелей культуры Российской Федерации в поддержку политики президента РФ В. В. Путина на Украине и в Крыму.

## Фильмография

### Кино
Режиссёрские работы
| Год  | Название            | Режиссер | Сценарист | Продюсер | Бюджет    | Сборы     |
| ---- | ------------------- | -------- | --------- | -------- | --------- | --------- |
| 1989 | Сиз ким сиз?        | Да       | Да        | Нет      | —         | —         |
| 1991 | Камми               | Да       | Да        | Нет      | —         | —         |
| 2005 | Турецкий гамбит     | Да       | Да        | Нет      | 108 млн ₽ | 533 млн ₽ |
| 2012 | Август. Восьмого    | Да       | Да        | Да       | 598 млн ₽ | 384 млн ₽ |
| 2017 | Легенда о Коловрате | Да       | Да        | Да       | 360 млн ₽ | 606 млн ₽ |
| 2020 | Вратарь Галактики   | Да       | Да        | Да       | 1 млрд ₽  | 100 млн ₽ |

Только продюсер
- 2008 — Адмиралъ
- 2009 — Каникулы строгого режима
- 2012 — Август. Восьмого
- 2017 — Легенда о Коловрате
- 2018 — Рубеж
- 2018 — Русалка. Озеро мёртвых
- 2020 — Вратарь Галактики
- 2020 — Доктор Лиза
- 2020 — Мой папа не подарок
- 2021 — Ряд 19

### Телевидение и интернет
Режиссёрские работы
| Год       | Название                    | Режиссёр | Примечание  | Распространение |
| --------- | --------------------------- | -------- | ----------- | --------------- |
| 1997      | Старые песни о главном 2    | Да       |             | Первый канал    |
| 1997      | 10 песен о Москве           | Да       |             | НТВ             |
| 1997—2000 | Намедни 1961—2003. Наша эра | Да       |             | НТВ             |
| 2000—2001 | Остановка по требованию     | Да       | 1 и 2 сезон | Первый канал    |
| 2001      | Пятый угол                  | Да       |             | Первый канал    |

Актёр и продюсер
| Год       | Название                    | Продюсер | Актёр | Примечание                                               | Распространение |
| --------- | --------------------------- | -------- | ----- | -------------------------------------------------------- | --------------- |
| 1972      | Ждём тебя, парень           | Нет      | Да    | Агзам Гулямов, брат Тимура (озвучила Мария Виноградова)  | Узбекфильм      |
| 1972      | У самого синего неба        | Нет      | Да    | Искандер                                                 | Узбекфильм      |
| 1975      | Человек уходит за птицами   | Нет      | Да    | Фарух                                                    | Узбекфильм      |
| 1979      | Берегись! Змеи!             | Нет      | Да    | Эргаш Сулейманов, внук Хамракула                         | Узбекфильм      |
| 1980      | Служа Отечеству             | Нет      | Да    | Камиль, брат Дильбар                                     | Узбекфильм      |
| 1981      | Встреча у высоких снегов    | Нет      | Да    | Худайберды                                               | Узбекфильм      |
| 1982      | Юность гения                | Нет      | Да    | Имаро, придворный поэт                                   | Таджикфильм     |
| 1983      | Приключения маленького Мука | Нет      | Да    | Гасан                                                    | Таджикфильм     |
| 1983      | Пробуждение                 | Нет      | Да    | Мухамади                                                 | Узбекфильм      |
| 1990      | Кодекс молчания             | Нет      | Да    | Малик Рахимов (3-я и 4-я серии)                          | Узбекфильм      |
| 2002      | Ледниковый период           | Да       | Нет   | 8 серий                                                  | Первый канал    |
| 2002      | Русские в городе ангелов    | Да       | Нет   |                                                          | Первый канал    |
| 2008      | Трудно быть мачо            | Да       | Нет   | телефильм                                                | Первый канал    |
| 2009      | Адмиралъ                    | Да       | Нет   | телеверсия, 10 серий                                     | Первый канал    |
| 2009      | Исчезнувшие                 | Да       | Нет   | 4 серии                                                  | Первый канал    |
| 2010      | Любовь под прикрытием       | Да       | Нет   | телефильм                                                | Первый канал    |
| 2017      | Мурка                       | Да       | Да    | Захарий Карджогло, ювелир также сценарист                | Первый канал    |
| 2012      | Август. Восьмого            | Да       | Да    | Мраковласт, злой робот/режиссёр в театре (сцена удалена) | Первый канал    |
| 2017      | Охота на дьявола            | Да       | Нет   | 16 серий                                                 | НТВ             |
| 2018      | Султан моего сердца         | Да       | Нет   | 24 серии                                                 | Первый канал    |
| 2018—2022 | Ворона. Тень справедливости | Да       | Нет   | 2 сезона (24 серии)                                      | Okko            |
| 2019—2022 | Эпидемия                    | Да       | Нет   | 2 сезона (16 серий)                                      | Premier         |
| 2020      | Волк                        | Да       | Нет   | 14 серий                                                 | Premier         |
| 2020—2022 | Записки отельера #Гельвеция | Да       | Нет   | 2 сезона (20 серий)                                      | Okko            |
| 2021      | Уличное правосудие          | Да       | Нет   | 11 серий                                                 | НТВ             |
| 2021      | Чиновница                   | Да       | Нет   | 8 серий                                                  | Kion            |
| 2021      | Собор                       | Да       | Нет   | автор идеи                                               | Okko            |
| 2022      | Номинация                   | Да       | Нет   | 4 серии                                                  | Okko            |
| 2022      | Больше, чем любовь          | Да       | Нет   | 8 серий (снят в 2018)                                    | Okko            |
| 2022      | Оффлайн                     | Да       | Нет   | 20 серий                                                 | Okko            |
| 2022      | Кунгур                      | Да       | Нет   | 12 серий                                                 | Okko            |
| 2022      | Аксентьев                   | Да       | Нет   | 8 серий                                                  | Okko            |
| 2022      | Монастырь                   | Нет      | Да    | Николай Бурков, миллиардер                               | Кинопоиск       |
| 2023      | Открывай, полиция!          | Да       | Нет   | 6 серий                                                  | Okko            |
| 2023      | Чужой                       | Да       | Нет   | 16 серий                                                 | Кинопоиск       |

Только продюсер
- 2004 — Пограничный блюз
- 2005 — 2006 — Адъютанты любви
- 2007 — Громовы. Дом надежды
- 2007 — Снежный ангел
- 2007 — На пути к сердцу
- 2007 — Ленинград
- 2009 — Десантура
- 2009 — Дом на Озёрной
- 2016 — Тонкий лёд
- 2017 — Чужой дед
- 2017 — Беглец
- 2017 — Молодой
- 2017 — Министерство
- 2017 — Клерк
- 2017 — Макаровы
- 2017 — Консультант
- 2017 — Мёртв на 99 %
- 2017 — Личность не установлена
- 2018 — Крепость Бадабер
- 2018 — Линия огня
- 2018 — Живой
- 2018 — Шелест. Большой передел
- 2018 — Четвёртая смена
- 2018 — Оборванная мелодия
- 2018 — Эксперт
- 2018 — Неуловимые
- 2018 — Ноль
- 2019 — Ростов
- 2019 — Консультант. Лихие времена
- 2019 — Немедленное реагирование
- 2019 — Батальон
- 2019 — Смотритель маяка
- 2019 — В клетке
- 2019 — Бабочки и птицы
- 2019 — Куба. Личное дело
- 2019 — Три капитана
- 2019 — Отчим
- 2019 — Сильная слабая женщина
- 2019 — Остров Обречённых
- 2019 — Горячая точка
- 2019 — Рикошет
- 2020 — Алёша
- 2020 — Дед Морозов
- 2020 — Мятеж
- 2020 — БиМ
- 2020 — Закаты и рассветы
- 2020 — Курорт цвета хаки
- 2020 — Марлен
- 2020 — Статья 105
- 2020 — Уцелевшие
- 2021 — Напарники
- 2022 — Власть

## Прочие работы

### Телепередачи
- 1997 — 1998 — Перехват (НТВ)
- 1998 — Новогодняя ночь-1999 (ОРТ)
- 1999 — Новогодняя ночь-2000 (ОРТ)
- 2000 — Русская партия (Прометей АСТ)
- 2000—2005 — Полундра! (НТВ, СТС)
- 2000 — Российская империя (НТВ)
- 2000—2005 — Формула власти (Первый канал)
- 2002—2005 — Алфавит (ТВЦ)
- 2002—2003 — Властелин вкуса (Первый канал)
- 2005 — Лжец (НТВ)
- 2008—2009 — И ты, Брут?! Всемирная история предательств (ТВ Центр)
- 2010—2018 — Барышня и кулинар (ТВ Центр)
- 2011—2022 — Готовим с Алексеем Зиминым (НТВ)
- 2012 — Вкусно жить (ТНТ)
- 2013—2014 — Добро пожаловать домой! (ТВ Центр)
- 2019—2020 — Доктор Свет (НТВ)
- 2019 — Сладкая жизнь (Кухня ТВ)
- 2019 — Обед в 4 руки (Кухня ТВ)
- 2021—2022 — Простые секреты (НТВ)
- 2024 — Семейные игры. Битва за олимп (СТС)

### Клипы
- 1999 — «Мечта» (Валерий Меладзе)
- 1999 — «Рассветная» (Валерий Меладзе)